# 溧州
溧州，中国元朝时设置的州，辖境大致相当于今江苏省溧阳市。

## 历史
元朝至元十二年（南宋德祐元年，1275），二月十二日（3月8日）元军占领建康府（今南京市），设建康宣抚司。溧阳县于十月被元军攻克，又经反复，至次年正月十一（1276年1月28日）接受招安，溧阳县改属建康宣抚司。
元朝至元十四年（1277），即元军攻陷临安次年，江浙政局趋稳，遂废建康宣抚司改设建康路，统辖上元、江宁、句容、溧水四县及在城录事司。溧阳县因抗元激烈另作制置，升为溧州，改直属江东道宣慰司（1276年置，治建康）。
次年（1278），改溧州置溧阳府，仍属江东道宣慰司。